# Ignác Raab
Ignác Viktorin Raab, též Ignatius Victorín Raab (5. září 1715 Nechanice – 2. února 1787 Velehrad), byl český jezuita a jeden z nejvýznamnějších českých malířů 18. století.

## Život
V jeho díle lze vysledovat vliv italských a českých mistrů, mimo jiné Petra Brandla, jehož žák Jan Major jej v malířském umění vyučoval. Zařadit jej lze spíše k rokoku, ale určité pozůstatky baroka jsou stále patrné. Je autorem celé řady obrazů a fresek zejména v kostelích, klášterech a dalších církevních stavbách. Obzvláště ceněné jsou jeho oltářní obrazy. Svá díla většinou nepodepisoval, neboť za jejich pravého autora považoval Boha, jenž byl původcem jeho nadání.

## Dílo
- Praha, Nové Město, kostel sv. Ignáce z Loyoly – oltářní obrazy sv. Františka Borgi a sv. Libora[2]
- Praha, Malá Strana, kostel sv. Mikuláše – oltářní obrazy sv. Ignáce, sv. Aloise, sv. Jana Nepomuckého a sv. Kateřiny[3]
- Praha, Žižkov, kostel sv. Rocha na Olšanech – hlavní oltářní obraz svatých Rocha, Rozálie a Šebestiána, adorujících Pannu Marii (1754)
- Olomouc, křížová chodba při kostele sv. Michala – cyklus obrazů ze života Krista a sv. Jana Křtitele, obraz Výslech sv. Jana Sarkandera na mučidlech (pol. 18. stol.)[4]
- Opava, kostel Nanebevzetí Panny Marie – cyklus třinácti obrazů ze života Panny Marie, oltářní obrazy: sv. Jana Nepomuckého, sv. Františka Borgi, proroka Daniela v jámě lvové, sv. Šebestiána, sv. Vendelína, sv. Hedviky a sv. biskupa
- Opava, kostel sv. Vojtěcha – oltářní obrazy sv. Ignáce z Loyoly, sv. Josefa a sv. Anny
- Opava jezuitská kolej – cyklus deseti větších a jednoho menšího obrazu ze života sv. Františka Xaverského, cyklus dvanácti obrazů ze života sv. Ignáce z Loyoly, cyklus sedmi větších a dvou menších obrazů ze života sv. Stanislava Kostky a cyklus pěti obrazů ze života sv. Aloise Gonzagy
- Rajhrad, benediktinské opatství – Vyvraždění neviňátek podle Rubensova obrazu, Stětí sv. Jana Křtitele, bývalé oltářní obrazy Smrt sv. Benedikta a Svaté příbuzenstvo z farního kostela v Ostrovačicích
- Velehrad, bazilika Nanebevzetí Panny Marie – veškeré oltářní obrazy, zčásti kopie podle maleb Michaela L. Willmann
- Fulnek, farní kostel sv. Trojice – obrazy na čtyřech bočních oltářích
- Bílá Voda, piaristický kostel – obraz na hlavním oltáři Navštívení Panny Marie (1774)
- Letiny, kostel sv. Prokopa – obrazy bočních oltářů sv. Otylie a sv. Tekly
- Štěkeň, zámek – cyklus 21 obrazů ze života sv. Aloise a cyklus 24 obrazů ze života sv. Stanislava (pol. 18. stol.), pocházejí z kláštera anglických panen v Praze[5]

a další.

## Galerie

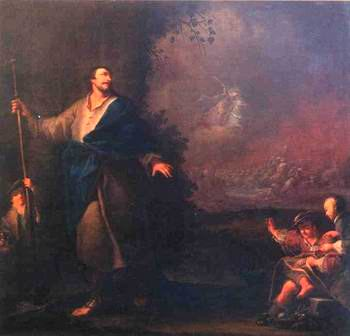
Svatý Jakub Větší
Svatá Barbora jako patronka umírajících
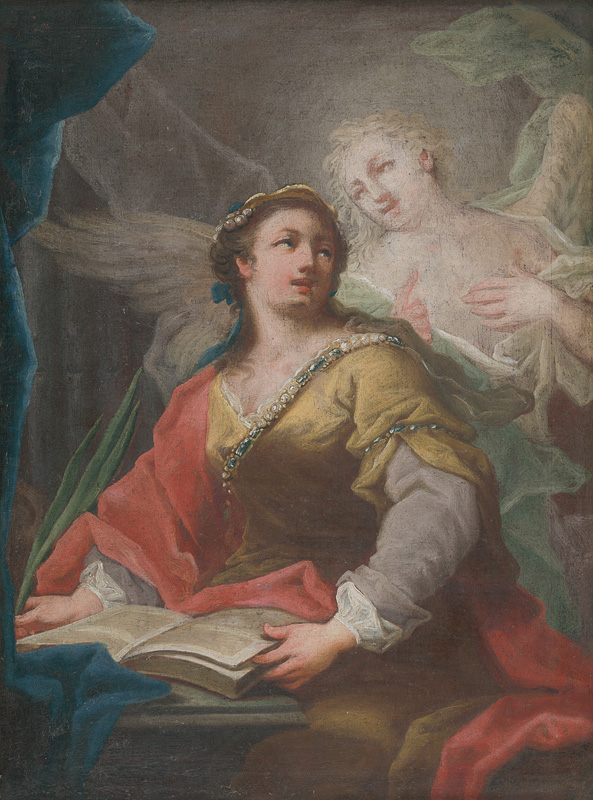
Svatá Cecílie